# 刘不识
劉不识（？—前143年），汉朝宗室，西汉济阴王。其父梁孝王刘武是汉文帝刘恒的第二子，劉不识是第五子。刘武去世后，他的五个儿子都被汉景帝封为诸侯王。前144年，劉不识封济阴王。前143年，劉不识去世，谥号哀，无子，济阴国撤销。
| 前任： 首任 | 西汉济阴王 前144年—前143年 | 繼任： 末任 |

## 延伸阅读
[在维基数据编辑]
 《史記/卷058》，出自司馬遷《史記》